# Richard Schneider
Carl Julius Richard Schneider, född 6 maj 1927 i Dresden, död 12 oktober 2017, var en svensk-tysk målare och tecknare.  
Schneider studerade vid Konstakademien i Dresden samtidigt som han gick på cirkusskola och lärde sig gå på lina. Under andra världskriget var han spaningsflygare i tyska Luftwaffe. Han kom till Sverige efter kriget som cirkusartist, vid sidan av arbetet ägnade han sig åt att teckna landskap med motiv från Skåne. Han genomförde sin sista utställning i Örkelljunga 2005.
Hans konst består av porträtt, landskap samt flygplan. Eftersom flyg har varit ett av hans huvudintressen har flygplan från olika tidsepoker fått en framträdande roll i hans måleri, och han har bland annat varit med och illustrerat flygböcker. 
Schneider är representerad på ett flertal flygflottiljer.
Han har varit verksam under signaturen Carl Julius.